# ペンタス
ペンタス（学名: Pentas lanceolata; 英: Egyptian starcluster）は、アフリカの多くの地域とイエメンに自生するアカネ科の低木。同じ科に属するサンタンカの花と姿が似ている為、和名をクササンタンカ（草山丹花）と言う。
草花として知られており、バタフライガーデンに植えられる。
語源は古代ギリシア語で「5」を意味する「πέντε」で、ラテン文字に翻字すると「pente」となる。これは本種の花冠が5つの花弁を持つ事に由来する。
花弁の姿が星形の為、星に願いを籠める意味合いで花言葉は「願い事」、「希望が叶う」とされている。

## 特徴
原産地は熱帯、東アフリカからイエメンで、暑さに強いが耐寒性は低い。その為、越冬に最低5 ℃は必要になる。高さは0.3メートルから1.5メートルにもなる。株全体に短い毛があり、5月から11月になると茎の先に径1センチメートル前後の星形の花を30輪から40輪咲かす。花の色は白、赤、ピンク、紫の4種。常緑植物である。
過湿に弱く、風通しと日当たりが良い場所を好む。風通しが悪く湿度の高い場所では灰色黴病や立枯病に感染する。枝の密度が高いとカイガラムシが発生する事がある。
観賞用のほか食用品種（食用ペンタス）もある。

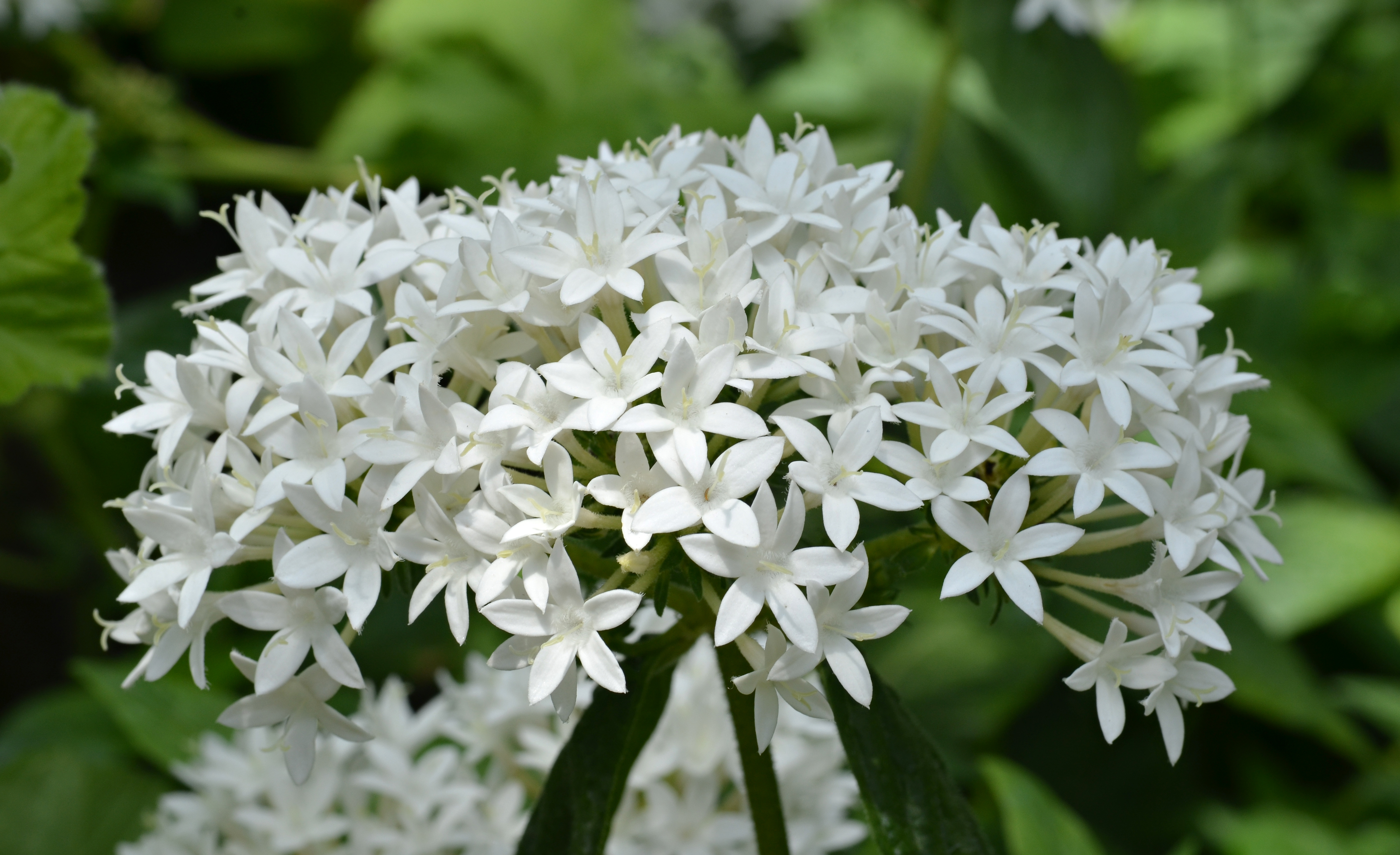
白い花
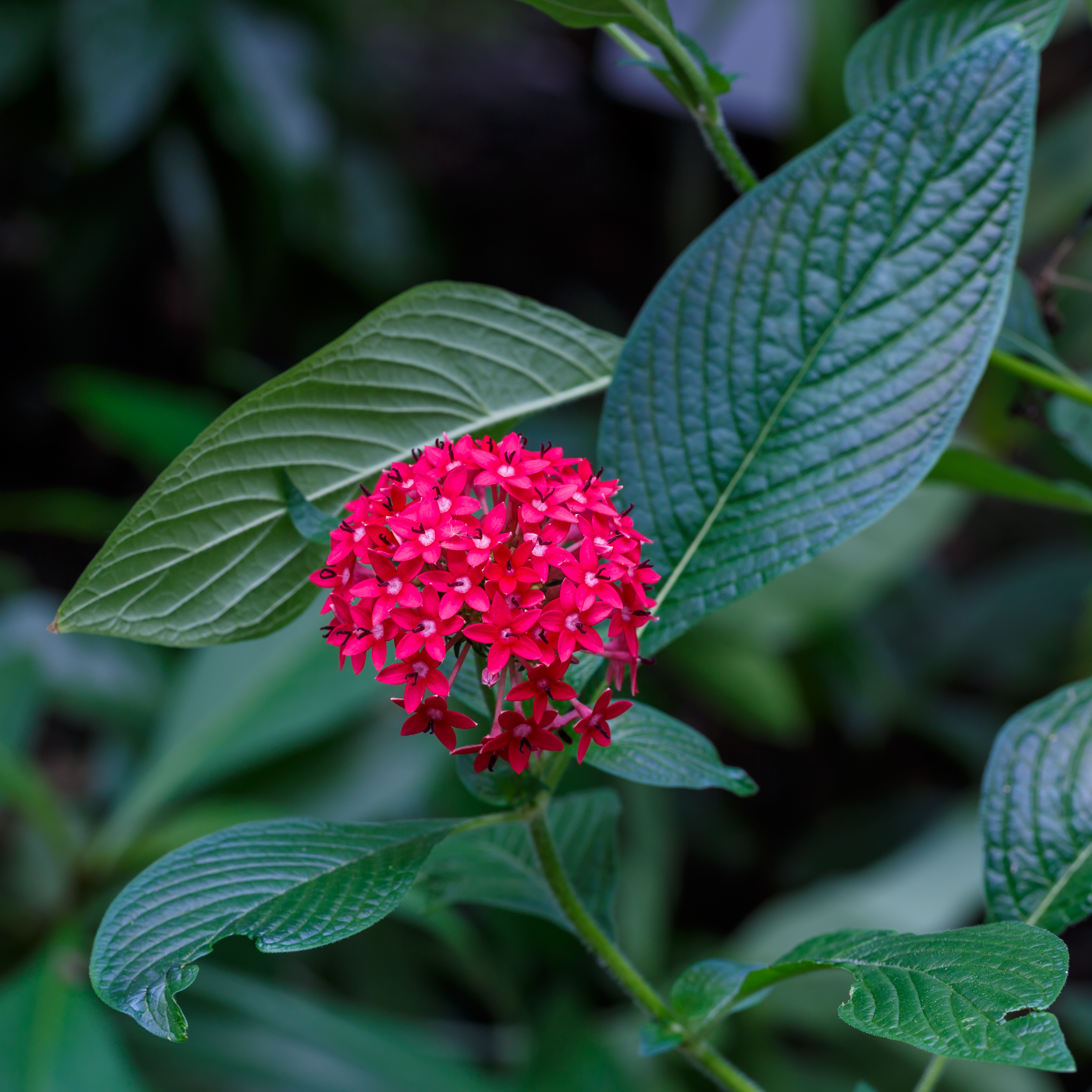
赤い花
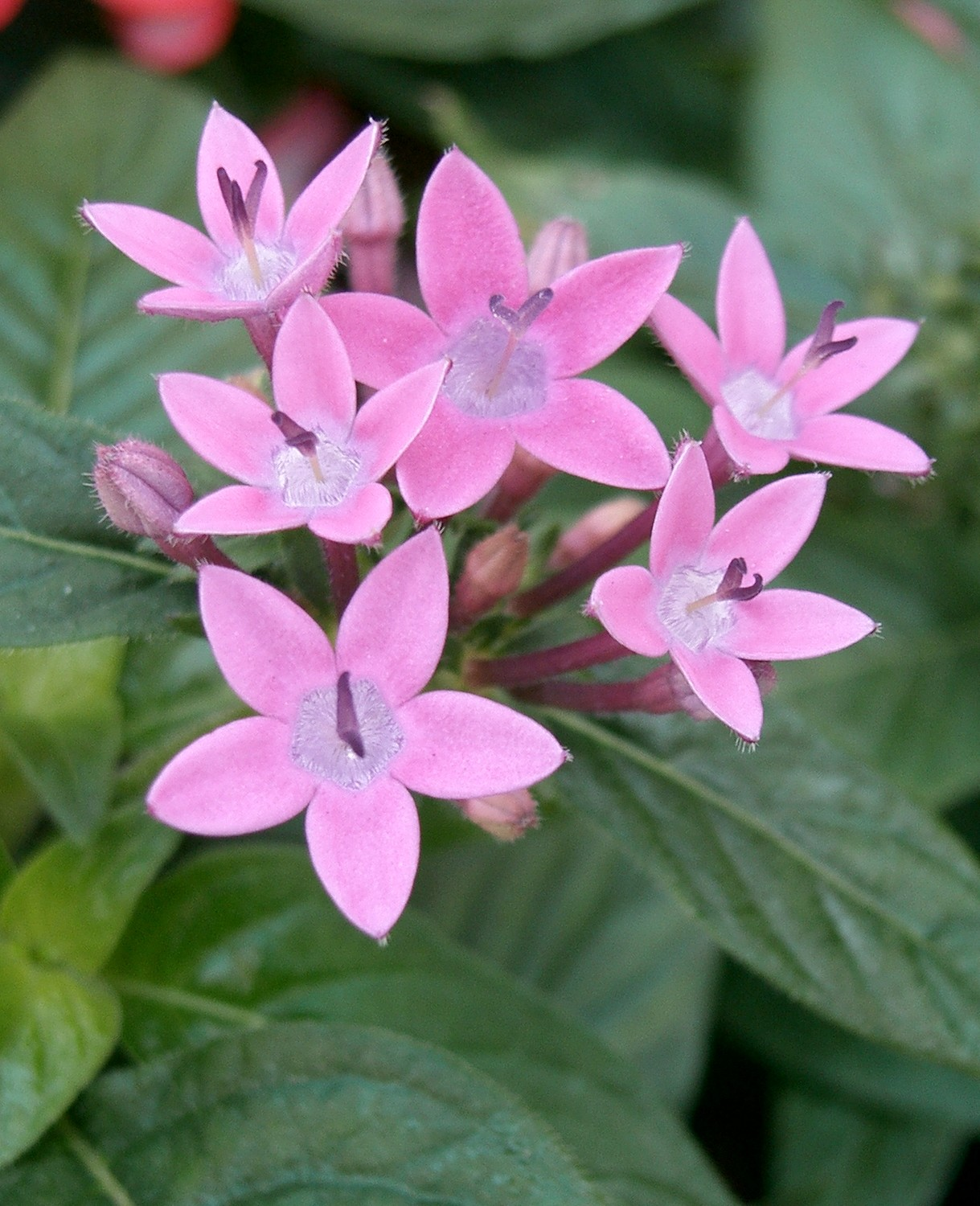
ピンクの花
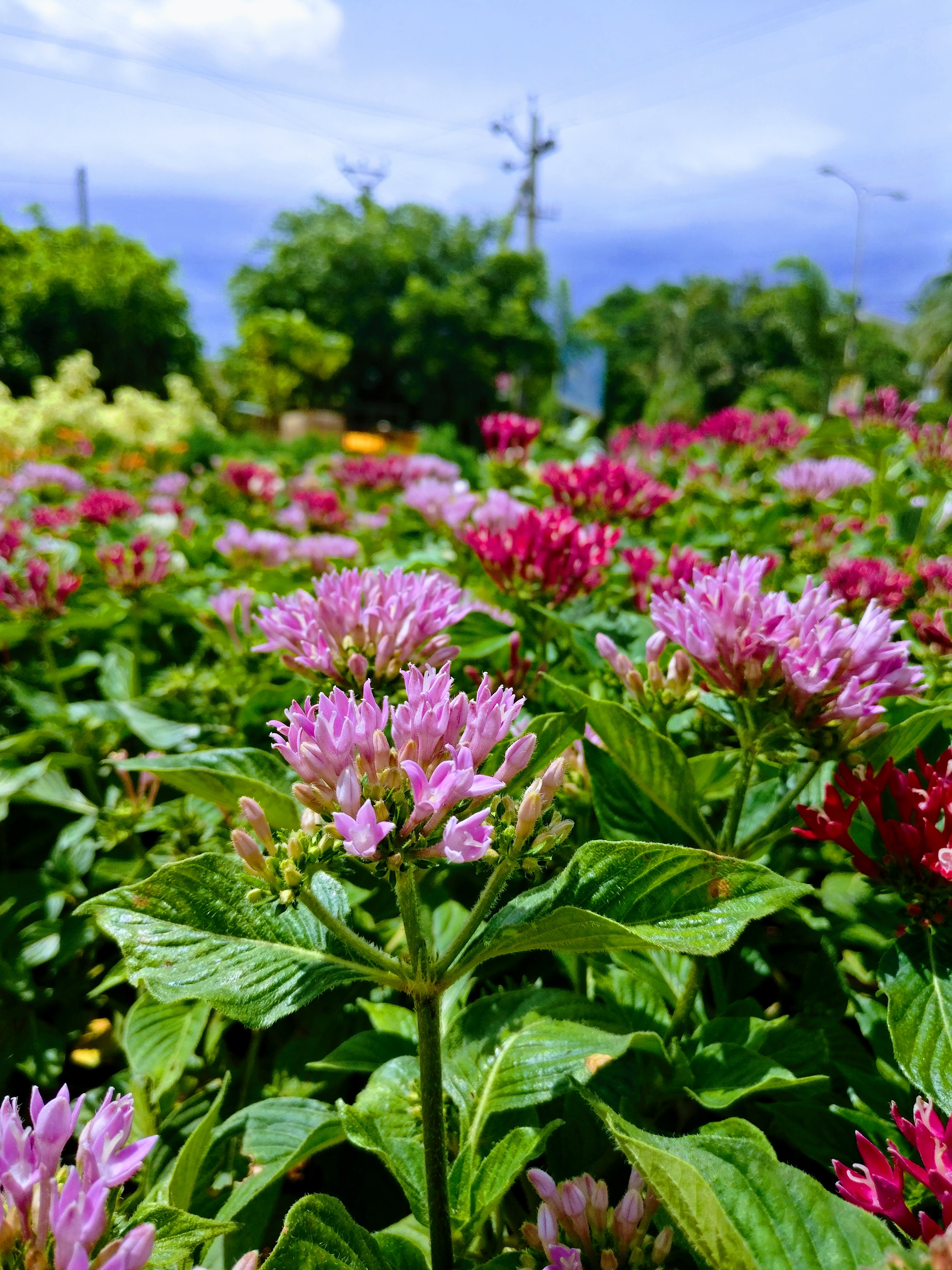
グントゥールにて